# شورش نیکا
شورش نیکا (یونانی: Στάσις τοῦ Νίκα) در سال ۵۳۲ میلادی در قسطنطنیه پایتخت امپراتوری روم شرقی و بر سر محاکمهٔ برخی اعضای تیم‌های ارابه‌رانی علیه امپراتور ژوستینین یکم آغاز شد و حدود یک هفته ادامه داشت. شورش نیکا خشونت‌آمیزترین شورش در تاریخ شهر قسطنطنیه بود و به نابودی نیمی از شهر و مرگ ده‌ها هزار نفر انجامید.

## زمینه
ارابه‌رانی یکی از محبوب‌ترین ورزش‌ها در امپراتوری روم شرقی بود و دارای تیم‌های سازمان‌یافته و بانفوذی بود که با رنگ یونیفرمشان (که هوادارانشان نیز آن را می‌پوشیدند) شناخته می‌شدند. مسابقات ارابه رانی متشکل از چهار تیم بود که عبارتند از  «آبی ها»، «سبز ها»، «قرمز ها»  و «سفید ها». قدرتمندترین این تیم‌ها «آبی» ها و «سبز» ها بودند که به علت نفوذ سیاسی‌شان مورد توجه سیاستمردان و نیز امپراتور قرار داشتند. ژوستینین یکم طرفدار تیم آبی‌ها بود. این تیم‌ها نقشی کلیدی در امور اجتماعی و سیاسی داشتند و در مورد مسائل مختلف، از مناظرات دینی تا مدعیان تاج‌وتخت موضع‌گیری می‌کردند. در میان مسابقات نیز تماشاچیان برای تأثیر گذاشتن بر امپراتور و سیاست‌مردان شعارهایی سر می‌دادند. برخی از خانواده‌های اشرافی که مدعی بودند تاج‌وتخت بیش از ژوستینین حق آنهاست نیز به صورت پنهانی از یکی از تیم‌ها حمایت می‌کردند.
در سال ۵۳۱ میلادی هفت نفر از اعضای آبی‌ها و سبزها به علت قتل عمدی که در جریان شورش بعد از یک مسابقه روی داد دستگیر شدند.
حکم بر این شد که این افراد به دار آویخته شوند. با این حال در ۱۰ ژانویهٔ ۵۳۲ دو نفر از ایشان از زندان فرار کردند و در یک کلیسا بست نشستند.
ژوستینین که در حال مذاکرهٔ صلح با شاهنشاهی ساسانی در شرق و جنگ با قبایل آستروگات در غرب بود به خواسته‌های هواداران خشمگین تن داد و پذیرفت که در ۱۳ ژانویه مسابقه‌ای بین آبی‌ها و سبزها برگزار شود و محکومان به جای اعدام به زندان افکنده شوند. با این حال هواداران خواستار عفو کامل محکومین شدند.

## شورش‌ها

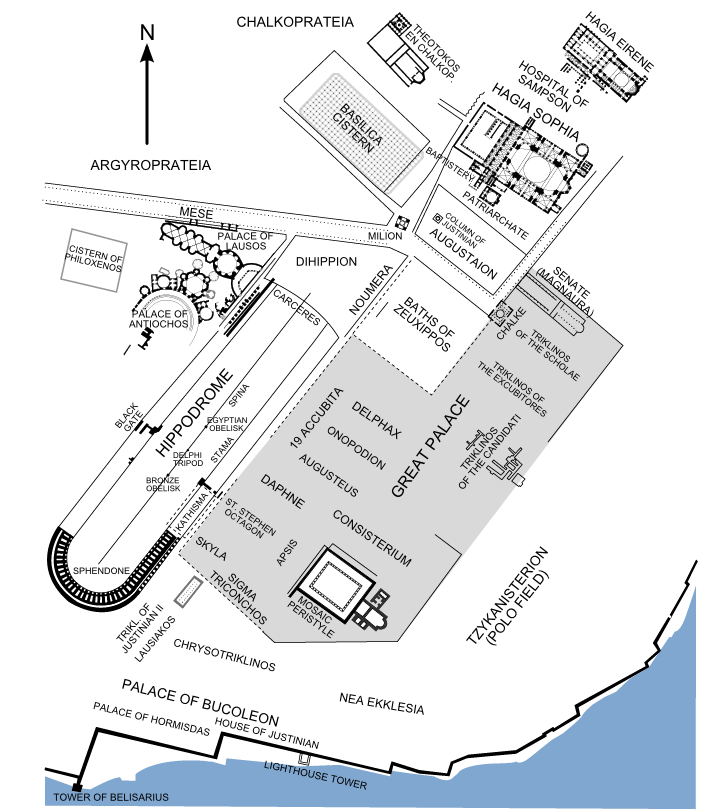
نقشه‌ای از محلهٔ سلطنتی قسطنطنیه، در کنار هیپودروم قسطنطنیه وایا صوفیه

در ۱۳ ژانویه ۵۳۲ هواداران خشمگین وارد هیپودروم قسطنطنیه شدند. هیپودروم (میدان اسب‌سواری) جنب کاخ امپراتوری بود و ژوستینین می‌توانست از بالاخانهٔ کاخش مسابقه را تماشا کند. از ابتدای مسابقه، تماشاچیان شعارهایی علیه ژوستینین سر می‌دادند. با پایان یافتن مسابقه تماشاچیان دست از تشویق تیم خود دست برداشتند و یک صدا کلمه «نیکا» (Nίκα به معنی پیروزی! یا فتح!) را فریاد زدند. سپس تماشاچیان خشمگین از هیپودروم خارج شدند و به کاخ یورش بردند. کاخ امپراتوری برای پنج روز تحت محاصره بود. نیمی از شهر در آتش سوخت و ایا صوفیه، کلیسای اصلی شهر، کاملاً تخریب شد.
برخی از سناتورها نیز که از اقدامات ژوستینین در بازنویسی بدنه قانون مدنی و وضع مالیات سنگین برای پرداخت باج سالانه به شاهنشاهی ساسانی ناخرسند بودند از شورش‌ها حمایت کردند. شورشیان خواستار برکناری ژوستینین و به تخت نشستن «هیپاتیوس» برادرزادهٔ امپراتور قبلی آناستاسیوس یکم شدند. هیپاتیوس خود علاقه‌ای به حکومت نداشت، ولی شورشیان او را از خانه‌اش بیرون کشیدند و برای تاج‌گذاری آماده کردند.
ژوستینین تصمیم داشت که از قسطنطنیه فرار کند، اما همسرش تئودورا او را از این امر منصرف ساخت. ژوستینین و تئودورا با کمک خواجهٔ محبوب نرسس و ژنرال وفادارش بلیساریوس نقشه‌ای برای سرکوب شورش‌ها کشیدند. نرسس، که خواجه‌ای نحیف بود، به تنهایی، بدون سلاح، و با خورجینی از سکه‌های طلا هم‌زمان با تاج‌گذاری هیپاتیوس به هیپودروم رفت و از مقابل جمعیت خشمگین و قاتل‌وار گذشت. نرسس به رهبران آبی‌ها یادآوری کرد که ژوستینین همیشه طرفدار تیم آبی‌ها بوده‌است در حالی که هیپاتیوس طرفدار سبزهاست، و سپس سکه‌های طلا را بین آبی‌ها تقسیم کرد. آبی‌ها به سرعت و در میانهٔ تاج‌گذاری هیپاتیوس هیپودروم را ترک کردند و سبزهای بهت‌زده در جای خود باقی‌ماندند. همزمان با خروج آبی‌ها، بلیساریوس و گارد امپراتوری وارد هیپودروم شدند و باقی‌ماندهٔ شورشیان را قتل‌عام کردند.
به نوشتهٔ پروکوپیوس حدود سی هزار نفر از شورشیان در آن روز کشته شدند. ژوستینین هیپاتیوس را اعدام و سناتورهایی که از شورشیان پشتیبانی کرده‌بودند را تبعید کرد. سپس قسطنطنیه و ایا صوفیه را بازسازی کرد. هزینهٔ بازسازی باعث شد ژوستینین نتواند باج سالانهٔ مقرر را به شاهنشاهی ساسانی بپردازد که منجر به حمله خسرو انوشیروان به روم و آغاز جنگ لازی شد. با این همه شورش نیکا در نهایت پایه‌های حکومت ژوستینین را مستحکم ساخت و زمینه را برای تحقق آرزوی او برای وحدت روم آماده کرد.